# The Times of India
The Times of India também conhecido por sua abreviatura TOI, é um jornal diário indiano em inglês e mídia digital de propriedade e gerenciado pelo The Times Group. É o quarto maior jornal da Índia em circulação e o diário em inglês mais vendido do mundo. É o jornal de língua inglesa mais antigo da Índia e o segundo jornal indiano mais antigo ainda em circulação, com sua primeira edição publicada em 1838.  É apelidado de "A Velha Senhora de Bori Bunder", e é um "jornal de registro".
 

É de propriedade e publicado pela Bennett, Coleman & Co. Ltd. (B.C.C.L.), que é propriedade da família Sahu Jain. No estudo Brand Trust Report India 2019, o TOI foi classificado como o jornal inglês mais confiável da Índia.  Em uma pesquisa de 2021, o Reuters Institute classificou o TOI como a marca de notícias de mídia mais confiável entre os usuários de notícias online de língua inglesa na Índia.  Nas últimas décadas, o jornal tem sido criticado por estabelecer na indústria de notícias indiana a prática de aceitar pagamentos de pessoas e entidades em troca de cobertura positiva.